# Боббі Кріквотер
Боббі Кріквотер (справжнє ім'я Антуан Роджерс) — американський репер та хіп-хоп продюсер з Атланти, штат Джорджія, який у минулому був підписантом лейблу Shady Records.

## Біографія
Кріквотер народився і виріс у різних частинах Атланти та її околиць. Упродовж одного року він навчався в університеті Кларк-Атланта, після чого залишив його, щоб продовжити музичну кар'єру. Разом з Чарлі Дженґлзом сформував хіп-хоп дует Jatis, який підписав контракт з Columbia Records, а трохи пізніше з Loud Records, проте останній лейбл закрили. Через це альбом не вдалося випустити.
На репера сильно вплинув атлантський гурт OutKast. Боббі навіть заявив, що він вважає учасника групи André 3000 найкращим репером усіх часів. У квітні 2010 р. вийшла пісня «Da Art of Storytellin' Pt.5», яку виконавець присвятив гурту.
У 2004, будучи артистом без контракту, Кріквотер з'явився разом з репером Aasim на пісні «Anyway», з альбому виконавця P-Money Magic City. Shady Records помітили Боббі, почувши його на демо-записі виконавця Aasim. Кріквотер зацікавив Емінема, президента лейблу, більше, ніж Aasim, тому в середині 2005 р. з ним підписали контракт.
Наприкінці 2005 вийшов мікстейп Anthem to the Streets. У березні 2006 р. Кріквотер став одним з експертів-знаменитостей на Детройтському хіп-хоп саміті з питань фінансової підтримки.
5 грудня 2006 Емінем випустив компіляцію Eminem Presents: The Re-Up, мікстейп, який у результаті видали на фізичних носіях, для просування нових артистів лейблу: Stat Quo, Кріквотера та Cashis. Репер є на п'яти треках, зокрема на реміксах «Shake That» та «Smack That». Альбом отримав неоднозначну оцінку критиків. Газета Los Angeles Times написала, що Кріквотер «звучить як демонічний André 3000», а видання New York Daily News зазначило: «У нього глибокий голос та доволі спокійне флоу, які найкраще проявляються на джаз-фанковій пісні „There He Is“». Таблоїд Sunday Mercury написав, що Боббі «безсумнівно найкращий з трьох» нових виконавців.
У травні 2009 вийшов його другий за шість місяців міні-альбом The B.C. Era Deuce EP. Спочатку планувалося випустити його обмеженим виданням 4 березня, проте згодом реліз перенесли на 18 березня, а пізніше — на 1 травня, для того, щоб додати більше записів за участі запрошених гостей. Диск вийшов на власному лейблі репера BGOV Media Group і містив 11 пісень, деякі з яких спродюсував сам Кріквотер.
14 серпня 2009 репер покинув Shady Records. Цій події присвячена композиція «The Day I Got Dropped».
У 2012 Кріквотер та Stat Quo сформували дует FUPM (скор. від «Fuck U Pay Me»). Для безкоштовного завантаження виклали 4 пісні: «Alright, Alright», «Blast Off», «Dope Out My Window» та «Moneypurpandbitches». На «Alright, Alright» існує кліп, де також знявся репер Кендрік Ламар. Також зфільмували відео на «Blast Off» і «New School Old School». Останній кліп оприлюднили за 2 дні до виходу дебютного альбому FUPM Is the Future 16 грудня 2013.
24 липня 2013 репер видав через свій новий сайт lordwolfgang.com (попередній: iBobbyCreek.com) мікстейп 2 (сиквел до Not Now but Right Now) під ім'ям Лорд Вольфґанґ Крік.

## Дискографія

### Студійні альбоми
- Revenge (липень 2011)

### Міні-альбоми
- The B.C. Era (2008)
- The B.C. Era Deuce EP (1 травня 2009)
- The Day It All Made Sense (4 вересня 2009)[17]

### Компіляції
- Classic Creek Leaks Vol. 1 (2010)

### Мікстейпи
- Anthem to the Streets (2005)
- Anthem 2 da Streetz II (2007)
- Back to Briefcase (2007)
- Back to Briefcase II (2010)
- Back to Briefcase II (The B-Side) (2010)
- Not Now but Right Now (2010)
- Bobby Creek 101 (2011)
- Prevenge (2011)
- 2 (2013) (як Lord Wolfgang Creek)
- I Am from a Place (2014)
- Crown Affairs (2015) (разом з UDCC)

### Поява на компіляціях
Eminem Presents: The Re-Up (2006, Shady Records)
- «We're Back» (Eminem, Obie Trice, Stat Quo, Bobby Creekwater та Cashis)
- «There He Is»
- «Smack That» (remix) (Akon за участі Stat Quo та Bobby Creekwater)
- «Shake That» (remix) (Eminem, Nate Dogg, Obie Trice та Bobby Creekwater)
- «Cry Now» (Shady remix) (Obie Trice, Kuniva, Stat Quo, Bobby Creekwater та Cashis)

Chemistry Files Vol.1 (2006, The Alchemist, ALC Records)
- «All I Do»

The Cutting Room Floor Vol. 2 (2008, The Alchemist, ALC Records)
- «Fucking Up My Cool»

«Say You Will» (Remix) (Stat Quo за участі Bobby Creekwater)

### Гостьові появи
P-Money — Magic City (2004, Dirty Records)
- «Two Step» (P-Money за участі Jatis (Bobby Creekwater та Charlie Jangles))
- «Anyway» (P-Money за участі Bobby Creekwater та Aasim)

Skinny та Scales (Nappy Roots) — 40 Akerz (2009, Atlantic Records)
- «Motivation» (Skinny & Scales за участі Bobby Creekwater)

Big K.R.I.T. — Last King 2: God's Machine (2011)
- «4 Tha 1's» (Big K.R.I.T. за участі Bobby Creekwater)

### Відеокліпи

#### Власні
- «Dear Ghetto»
- «Exhibit B.C.»
- «You & What Army»
- «I Do That»
- «Clear»
- «Vibe Killer»
- «Brand New Creek»
- «Know About Me» (з участю Chan J)

#### Інших виконавців
- Slice 9 за участі Bobby Creekwater та Wyan — «Gone»
- Playboy Tre за уч. P. Dukes, Bobby Creekwater, Jarren Benton, Homebwoi та Bohagon — «Shot of Rum»